# Missouri
O Missouri, Missúri, ou Missuri é um dos 50 estados dos Estados Unidos, localizado na Região Centro-Oeste do país. O Missouri é cortado pelos rios Mississípi e Missouri, o último sendo a origem do nome do estado. Isto, aliado à sua posição geográfica no centro do continente norte-americano, fez com que o Missouri fosse um polo de transportes importantes desde os primórdios de sua história. Atualmente, o Missouri é um dos principais polos ferroviário, portuário e aeroportuário do país.
Até a década de 1890, a economia do Missouri era baseada primariamente na agropecuária, tendo sido desde sua formação um dos maiores produtores de trigo e milho do país. A partir da década de 1890, a economia do estado passou a se diversificar. Atualmente, as principais fontes de renda do Missouri são a indústria de manufatura, a prestação de serviços financeiros e imobiliários, e o turismo, embora o estado continue a ser um dos líderes da indústria agropecuária norte-americana.
Um cognome do Missouri é Mother of the West (Mãe do Oeste). O Missouri foi adquirido pelos Estados Unidos na Compra da Luisiana de 1803, e foi uma das primeiras regiões do novo território a ser povoada por assentadores norte-americanos. À medida que o país passou a expandir-se em direção ao oeste, o Missouri passou a ser uma das principais escalas dos migrantes. O Missouri tornou-se o 24° estado norte-americano em 10 de agosto de 1821. A indústria agropecuária do Missouri fazia grande uso do trabalho escravo. Apesar da maioria da população do estado ser a favor da secessão e da união do Missouri com os Estados Confederados da América, o Missouri permaneceu ao lado dos Estados Unidos durante toda a guerra civil.
O cognome mais conhecido do Missouri é The Show Me State (Estado do prove-me). Em 1899, Willard Duncan Vendiver, um dos representantes do Missouri na Câmara dos Representantes dos Estados Unidos, disse na Câmara dos Representantes: "Simples eloquência não me convence nem me satisfaz. Eu sou do Missouri. Você tem que me provar."

## História

### Até 1820
Nativos americanos da tribo neolítica mound builders, bem como osage, sauk e fox, viviam na região que constitui atualmente o Missouri à época da chegada dos primeiros exploradores europeus.
Os primeiros exploradores europeus a explorarem regiões que fazem parte atualmente do Missouri foram os franceses Jacques Marquette e Louis Jolliet, em 1673. Cerca de nove anos depois, em 1682, outro francês, René-Robert Cavelier, reivindicou toda a região da bacia hidrográfica do Rio Mississippi aos franceses. Assim sendo, o Missouri passou a fazer parte da colônia francesa da Nova França, província colonial de Luisiana. Os franceses pouco interessaram-se em povoar a região, embora muitos exploradores franceses tenham explorado a região nas décadas finais do século XVII, tendo ouvido rumores da existência de minas de ouro e outros metais preciosos na região. O primeiro assentamento do Missouri foi fundado, porém, somente em 1700, por missionários franceses - próximo à atual cidade de Saint Louis - tendo sido abandonado três anos depois.
Outros assentamentos missionários e postos comerciais seriam fundados na região nas décadas seguintes pelos franceses, embora a maioria destes assentamentos tenha sido criada com o intuito de perdurar por um curto período de tempo. Foi somente em 1735 que o primeiro assentamento permanente do Missouri, Ste. Genevieve, foi fundado.
Em 1763 - após o fim da Guerra Franco-Indígena, que havia iniciado em 1754, entre os franceses e os britânicos - os termos do Tratado de Paris, todos os territórios franceses na América do Norte a oeste do Rio Mississíppi passaram a fazer parte da Espanha. Assim, a região que constitui atualmente o Missouri passou a ser controlada pelos espanhóis, que incentivou o povoamento da região por parte de colonos vindos do leste.
Em 1800, a Luisiana passou a ser controlada novamente pelos franceses. Três anos depois, Napoleão Bonaparte vendeu toda a Luisiana, na chamada Compra da Luisiana, aos Estados Unidos. Assim sendo, a região do atual Missouri passou a domínio americano. Então, em grande parte graças aos incentivos por parte dos espanhóis em povoar a região, muito do Missouri - que localizava-se no extremo leste dos territórios franceses vendidos aos Estados Unidos - já havia sido explorada e povoada por colonos de ascendência europeia - a maioria americanos. Em 4 de julho de 1805, estes territórios foram organizados no Território da Luisiana.
Os esforços americanos em iniciar o povoamento do Território da Luisiana - que em sua maior parte continuava escassamente povoada - fez com que o Missouri, dado sua localização; próxima às regiões densamente habitadas dos Estados Unidos, sua localização central e a presença de numerosas hidrovias naturais, como os rios Mississípi e Missouri, fizeram com que muitos dos assentadores visando instalar-se em regiões mais isoladas do novo território passassem a fazer escala - ou mesmo instalaram-se em caráter permanente - no Missouri, que logo tornou-se um importante centro de transportes e suprimentos, bem como um grande centro agrário - apesar da caça e do comércio de peles ainda permanecer como principal fonte de renda do Missouri até o início da década de 1820. A população do atual Missouri passou a crescer rapidamente.
Em 7 de dezembro de 1812, quando a Luisiana tornou-se um estado, o Território da Luisiana foi renomeado de Território de Missouri. Ainda em 1812, a Guerra de 1812 teve início, entre americanos e britânicos. Tribos nativos americanas aliadas dos britânicos realizaram diversos ataques contra assentamentos americanos ao longo da guerra, que duraria até 1815. Tais ataques continuaram mesmo após o fim da guerra, e perduraria até 1815, quando o governo americano e os nativos americanos assinaram um tratado de paz em Portage des Sioux.
O rápido crescimento populacional da região aumentou após a formação do Território de Missouri. Em 1818, o governo do Território pediu ao Congresso americano que fosse elevada à categoria de estado americano. Então, o uso de mão-de-obra escrava era comum nos latifúndios do sul do atual Missouri, enquanto que o norte do território era dominado primariamente pela agropecuária de subsistência, usando mão-de-obra livre. O Missouri foi o palco de diversas batalhas entre abolicionistas - que queriam a entrada do Missouri como um estado onde fosse proibida a escravidão - e defensores do trabalho escravo. Através do Compromisso de Missouri, de 1820, o Missouri tornou-se o 24° estado americano, em 10 de agosto de 1821, como um estado escravista.

### 1820–1865

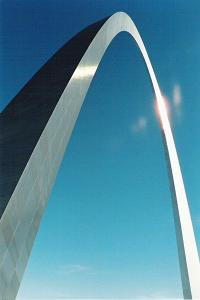
O Missouri sempre foi considerado como uma fronteira para o Velho Oeste. Essa abertura aos vastos territórios está simbolizada no Gateway Arch em St. Louis (na imagem).

O Missouri, à época de sua elevação à categoria de estado, era o estado mais ocidental dos Estados Unidos. Então, a caça e o comércio de peles ainda eram as principais fontes de renda do estado. Porém, sua elevação à categoria de estado passou a atrair cada vez mais assentadores, bem como aumentou a importância da região como um centro de transportes. Rapidamente, as indústrias agropecuárias e de transporte tornar-se-iam as principais fontes de renda do Missouri. Porém, a caça e o comércio de peles ainda permaneceria uma fonte de renda importante do Missouri até o final da década de 1840. Em 1822, a companhia American Fur Company instalou-se no Missouri, e em doze anos, a empresa comprou ou arruinou a grande maioria das companhias de peles do Missouri, instituindo o monopólio de facto deste comércio até meados da década de 1830.
Em 1837, o Congresso americano comprou de diversas tribos nativos americanas as terras de um território indígena conhecido como Território de Platte, que estendeu o norte da fronteira oeste do Missouri até ao Rio Missouri. O estado, então, adquiriu seus atuais limites territoriais. O comércio com os mexicanos também passou a ser uma importante fonte de renda.
Por volta da década de 1820, o Missouri já era uma das líderes nacionais na produção de trigo e milho, bem como uma grande produtora de algodão. Porém, a divisão entre o norte dependente da agropecuária de subsistência e o sul dependente da agricultura de exportação somente aumentou entre a década de 1820 e a década de 1850, gerando grandes debates entre abolicionistas e proponentes do trabalho escravo. Em 1857, a Decisão Dred Scott foi realizada pela Suprema Corte dos Estados Unidos. Nesta decisão, a Suprema Corte julgou que Dred Scott, um escravo do Missouri, era meramente uma propriedade, e não tinha direito à liberdade, gerando grande controvérsia em todo o país. Além disso, os rumores de uma possível elevação do Território de Kansas à categoria de estado livre (onde o trabalho escravo seria proibido) passou a revoltar muitos habitantes do Missouri, proponentes do trabalho escravo. Diversos conflitos armados entre fazendeiros do Missouri e do Kansas ocorreriam ao longo do final da década de 1850 e em 1860.
Em 1860 e 1861, diversos estados do Sul americano decidiram separar-se do país, e formar os Estados Confederados da América. O então governador do Missouri, Claiborne F. Jackson, pediu por uma convenção constitucional, para decidir se o Missouri deveria separar-se dos Estados Unidos ou permanecer no país. Esta convenção seria realizada em fevereiro e em março de 1861. A maioria dos membros da convenção votou contra a separação, apesar de Jackson e seus seguidores na convenção serem a favor. Isto porque a maior parte da população do estado queria neutralidade - não querendo colaborar nos esforços de guerra de ambos os lados. Apesar disto, o Presidente dos Estados Unidos, Abraham Lincoln, exigiu tropas por parte do Missouri - durante o início da Guerra Civil Americana - ordem que Jackson se negou a obedecer. Jackson organizou uma milícia para defender os interesses dos proponentes do trabalho escravo.
Ao longo da Guerra Civil Americana, o Missouri lutou ao lado da União. Porém, grandes números de pequenas milícias organizadas por fazendeiros pró-União ou pró-confederação enfrentaram-se ao longo da guerra no Missouri, bem como entre milícias pró-esclavagistas do Missouri e milícias abolicionistas do Kansas.
Em 17 de junho, tropas americanas comandadas pelo General Nathaniel Lyon, enfrentaram as milícias comandadas por Jackson, na Batalha de Boonville, que resultou em vitória americana. Jackson e suas milícias recuaram para o Mississípi, onde se reorganizaram, tendo invadido o Missouri e derrotado tropas americanas no sul do estado, com apoio de forças confederadas.
Enquanto isto, Jackson - que perdera o seu posto de governador, por decisão de uma nova convenção constitucional realizada em julho, juntamente com outros oficiais pró-confederação, todos substituídos por outros oficiais a favor da União ou da neutralidade - pediu por uma nova convenção constitucional em setembro. Os poucos oficiais que atenderam a esta convenção - não-oficial, uma vez que Jackson não possuía mais poder político no estado - aprovaram a secessão do Missouri, e a união do estado com os confederados. Jackson, suas milícias e outras tropas confederadas seriam forçados a abandonar o estado, por parte de tropas americanas. O Missouri seria invadido pela última vez em 1864 por tropas confederadas comandadas por Sterling Price.

### 1865–tempos atuais
O Missouri, logo após o fim da Guerra Civil Americana em 1865, adotou uma nova constituição. Esta constituição continha uma cláusula tornava mandatária o discurso de um juramento por parte de todo eleitor do estado antes da votação, onde o eleitor jurava que jamais tinha simpatizado-se com os confederados. Esta cláusula tornou-se impopular no estado, e removida da constituição em 1870. Apesar do fim da guerra, numerosas milícias pró-confederadas continuaram a operar no estado, voltando-se para o crime organizado, e realizando diversos assaltos a bancos, trens e diversas instituições comerciais. Foi somente no início da década de 1880 que o governo do Missouri tomou seriamente providências para tentar minimizar o crime organizado na região. Tais providências, como campanhas anticrimes e recompensas pela captura de criminosos, foram bem-sucedidas.
A importância do Missouri como um polo de transportes, entre as décadas de 1850 e 1870, aumentou drasticamente, com o crescimento do povoamento da região oeste dos Estados Unidos por parte de americanos do leste do país e de imigrantes vindos de portos do leste americano. Numerosas ferrovias foram construídas ao longo do estado, e Saint Louis e Kansas City tornaram-se rapidamente grandes polos ferroviários.
O Missouri, durante o início do século XX, tornou-se um dos centros do progressivismo político americano. O Missouri foi um dos primeiros estados americanos a aprovar diversas leis que forneciam aos trabalhadores do estado direitos trabalhistas, como restrição de horário de trabalho, salário mínimo, proibição do trabalho infantil e responsabilidade dos empregadores por parte de acidentes causado por negligência contra trabalhadores, por exemplo. Durante as primeiras décadas do século, o Missouri passou a industrializar-se rapidamente, industrialização que aumentou com a Primeira Guerra Mundial. Este período de industrialização perdurou ao longo da década de 1920, enquanto a indústria agropecuária do estado fora abatida por uma grande recessão, devido aos baixos preços dos produtos agropecuários no mercado internacional.
A Grande Depressão da década de 1930 afetou seriamente a economia do Missouri. Grandes números de trabalhadores tornaram-se desempregados, e grandes números de fazendeiros, já endividados por causa da recessão da década de 1920, mudaram-se para as cidades. O governo do estado cortou custos, ao mesmo tempo que realizou, juntamente com o governo federal, diversos programas de assistência socioeconômica e diversas construções públicas, para tentar minimizar os efeitos da recessão, que terminaria definitivamente somente com a entrada dos Estados Unidos na Segunda Guerra Mundial, em 1941.
A grande demanda e numerosas novas represas, construídas durante a Grande Depressão, fizeram com que o processo de industrialização do Missouri aumentasse drasticamente. Após o fim da guerra, a indústria de manufatura já era a principal fonte de renda do Missouri. A partir da década de 1960, o Missouri passou a incentivar outras indústrias no estado, como o turismo e serviços financeiros e imobiliários, que tornaram-se fontes de renda importantes do estado. A mineração também tornou-se uma fonte de renda de importância secundária, com a descoberta de diversas minas de ferro no estado.
O Missouri iniciou em 1954, a ordem de uma decisão da Suprema Corte americana, a dessegregação de seus sistemas públicos de ensino, que era até então mandatória em todas instituições de ensino dentro do estado. A maior parte das escolas do Missouri já estavam dessegregadas no final da década de 1960. Uma nova ordem da Suprema Corte acelerou o processo de dessegregação das escolas públicas, em 1970.
A industrialização trouxe grandes problemas ambientais ao Missouri. Durante o final da década de 1970 e no início da década de 1980, por exemplo, em Times Beach, uma pequena cidade no leste do estado, descobriu-se que uma companhia empregada pela cidade para colocar óleo nas ruas não-pavimentadas da cidade utilizava óleo usado de carros, após a morte de 62 cavalos. A água do sistema de saneamento básico da cidade estava altamente contaminada pelo óleo, e os habitantes de Times Beach foram evacuados para outras cidades. A cidade não existe mais.
Em 1993, grandes enchentes ao longo dos rios Missouri e Mississíppi causaram grandes prejuízos, na ordem dos bilhões de dólares, no estado.

## Geografia
O Missouri limita-se ao norte com o Iowa, a leste com Illinois, Kentucky e Tennessee, ao sul com o Arkansas, e a oeste com o Oklahoma, Kansas e Nebraska. O Missouri, juntamente com o estado de Tennessee, é o estado americano que possui mais estados vizinhos, ambos tendo divisa com outros 8 estados americanos cada. Tanto o Tennessee quanto o Missouri limitam-se com oito diferentes estados americanos cada. Com um pouco mais de 180 mil quilômetros quadrados, é o 21º maior estado americano em área do país.
Historicamente, o Missouri tem sido um grande centro de transporte nos Estados Unidos, que foi desde a compra da Luisiana de 1803 um dos pilares da economia do estado. Um dos fatores que propiciaram a ascensão do Missouri como um polo de transportes foi a presença dos rios Mississípi e Missouri, a última dando ao estado seu nome atual. Ambos os rios cortam o estado. O Missouri vem no noroeste do estado, atuando como fronteira entre o Missouri e os estados vizinhos de Nebraska e Kansas, para então correr em direção leste, e desembocar no Rio Mississípi. Este, por sua vez, atua como fronteira entre o Missouri e os estados vizinhos de Illinois, Kentucky e Tennessee. A maior parte dos lagos de tamanho expressivo do Missouri (o maior dos quais possui 22,5 mil hectares) foram criados através da construção de represas. Cerca de 30% do estado é coberto por florestas.
O Missouri pode ser dividido em quatro distintas regiões geográficas:
- As Planícies Osage ocupam a região centro-oeste do Missouri. Caracteriza-se pelo seu terreno pouco acidentado, marcado pela presença de morros achatados de baixa elevação. Muitos consideram parte das Grandes Planícies. Porém, as Planícies Osage nunca foram cobertas por geleiras de eras glaciais recentes, e seu solo não é fértil como o das Grandes Planícies.
- As Planícies Dissected Till ocupam toda a região norte do Missouri. Caracteriza-se pela presença de grandes quantidades de sedimentos glaciais, deixados por antigas geleiras. Caracteriza-se pelo seu terreno relativamente plano e pelo seu solo muito fértil.
- O Planalto Ozark ocupa toda a região sul do Missouri com exceção do canto sudeste do estado. Estes planaltos caracterizam-se pelo seu terreno relativamente acidentado - em comparação às outras regiões geográficas do estado - coberto por morros e montanhas de baixa ou média elevação, muitas das quais cobertas por florestas. A altitude da região varia entre 150 a mais de 500 metros de altitude. A região abriga os pontos de maiores altitudes do Missouri, entre elas, o Monte Taum Sauk, que possui 540 metros de altitude, e é o ponto mais alto do estado. Esta região abriga cerca de 10 mil nascentes - o maior dos quais é o Big Spring, que possui um fluxo de água de 1,052 milhão de litros diários.
- As Planícies Fluviais do Mississípi ocupam o extremo sudeste do Missouri. Antes da ocupação humana do Missouri, esta região era ocupada em sua maior parte por diversos pântanos, que foram drenadas com ocupação humana da região. O solo destas planícies é o mais fértil do estado. Outra característica da região é o seu terreno plano.

### Clima
O clima do Missouri é temperado, com invernos frios e verões quentes. Durante todo o ano, a temperatura média aumenta à medida que se viaja em direção ao sul.
As temperaturas médias do estado no inverno são de -4°C no norte do estado e de 1 °C no sul. A média das mínimas é de -7 °C no norte e de -4 °C no sul, e a média das máximas, de 3 °C no norte, e de 8 °C no sul. A temperatura mais baixa já registrada no Missouri, -40 °C, foi registrada em Warsaw, em 13 de fevereiro de 1905.
A temperatura média no verão no norte é de 24 °C, e no sul, 28 °C. A média das mínimas é de 16 °C no norte e de 21 °C no sul, e a média das máximas, é de 27 °C no norte, e de 32 °C no sul. A temperatura mais alta já registrada no Missouri é de 48 °C, registrada em Clinton em 15 de julho de 1936; em Lamar, em 18 de julho de 1936; e em Union e em Warsaw, em 14 de julho de 1954.
As taxas de precipitação média anual de chuva variam entre 130 centímetros no sudeste a menos de 80 centímetros no noroeste. As taxas de precipitação média anual de neve, por sua vez, variam entre 60 centímetros no norte a 25 centímetros no sul.

## Política

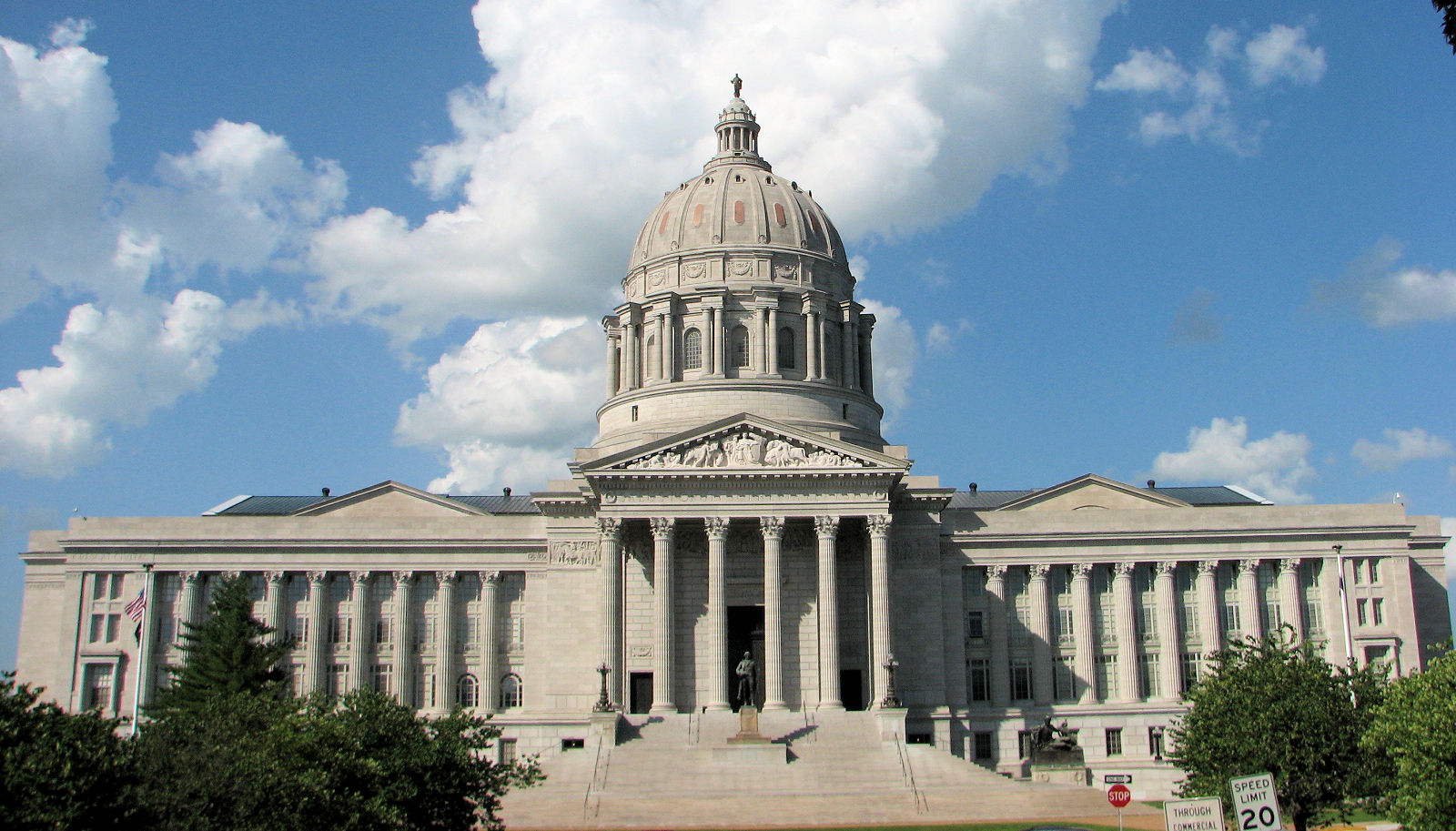
Capitólio Estadual do Missouri em Jefferson City.

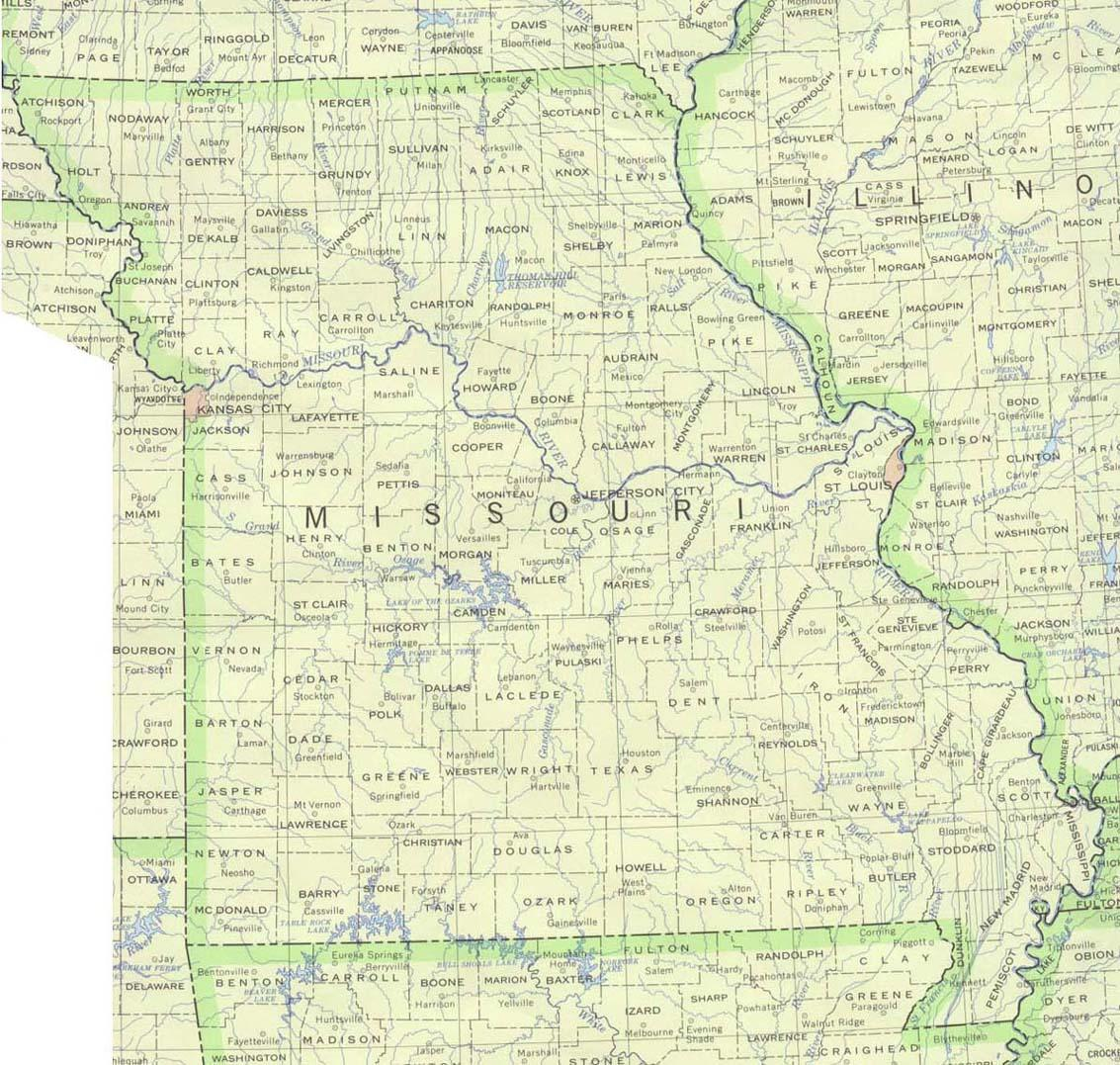
Mapa do Missouri e de seus 114 condados.

A atual Constituição do Missouri foi adotado em 1945. Outras Constituições mais antigas foram adotadas em 1820, 1865 e em 1875. Emendas à Constituição podem ser propostas pelo Poder Legislativo do Missouri. Emendas criadas por uma das câmaras do Poder Legislativos, para ser aprovada, precisa receber ao menos três quartos dos votos do Senado e da Câmara dos Representantes do estado, e então dois terços dos votos da população eleitoral do Missouri, em um referendo. Emendas também podem ser propostas através de um abaixo-assinado, onde um mínimo de 8% de assinaturas da população eleitoral de dois terços dos distritos legislativos do Missouri é necessária para que esta emenda passe então à votação em um referendo. Mudanças mais drásticas podem ser realizadas através de Convenções Constitucionais, encontros políticos especiais, que precisam ser aprovadas por ao menos 51% por cada Câmara do Poder Legislativo e então por ao menos 60% da população eleitoral do estado, em um referendo. Além disso, um referendo é realizado a cada 20 anos no Missouri, onde a população vota a favor ou contra a proposta de novas emendas à constituição.
O principal oficial do Poder Executivo no Missouri é o governador. Este é eleito pelos eleitores do estado para mandatos de até quatro anos de duração. Uma dada pessoa pode exercer o cargo de governador apenas duas vezes.
O Poder Legislativo do Missouri - oficialmente chamado de Assembleia Geral - é constituído pelo Senado e pela Câmara dos Representantes. O Senado possui um total de 34 membros, enquanto que a Câmara dos Representantes possui um total de 163 membros. O Missouri está dividido em 34 distritos senatoriais e 163 distritos representativos. Os eleitores de cada distrito elegem um senador/representante, que irá representar tal distrito no Senado/Câmara dos Representantes. O termo dos senadores é de quatro anos e o termo dos representantes é de dois anos. Uma dada pessoa pode exercer o cargo de senador apenas duas vezes, e o cargo de representante quatro vezes.
A corte mais alta do Poder Judiciário do Missouri é a Suprema Corte do Missouri, composta por sete juízes, um deles escolhidos a cada dois anos por estes juízes para atuar como chefe de justiça. Outras cortes de menor importância são a Court of Appeals of Missouri, que está dividida em três distritos judiciários, circuit courts, associative circuit courts e cortes municipais. Os juízes da Suprema Corte, da Court of Appeals e dos circuit courts são escolhidos pelo governador do Missouri para mandatos de até 12 anos de duração. Podem continuar a exercerem seus cargos caso a população, em uma votação, aprove a extensão do mandato de um dado juiz. Todos os juízes do Judiciário do Missouri não podem ter nenhuma afiliação política.
O Missouri está dividido em 114 condados. A constituição do Missouri torna mandatória o uso de um conselho de comissionadores como sistema de administração em todo condado com menos de 85 mil habitantes. Condados com mais de 85 mil habitantes podem escolher outros sistemas de administração. Um mínimo de dez mil habitantes é necessário para que uma dada comunidade urbana seja incorporada, e elevada à categoria de cidade.
Mais da metade da receita do orçamento do governo do Missouri é gerada por impostos estaduais. O resto vêm de verbas recebidas do governo federal e de empréstimos. Em 2002, o governo do estado gastou 20,841 milhões de dólares, tendo gerado 19,085 bilhões de dólares. A dívida governamental do Missouri é de 12,693 milhões de dólares. A dívida per capita é de 2 239 dólares, o valor dos impostos estaduais per capita é de 1 539 dólares, e o valor dos gastos governamentais per capita é de 3 676 dólares.
Nenhum partido político tem dominado politicamente o Missouri nas últimas décadas. A população de St. Louis e Kansas City são dominadas pelo Partido Democrata, mas os subúrbios destas cidades são dominadas pelo Partido Republicano. Os democratas dominam os condados do oeste do Missouri, bem como a maioria dos condados ao longo do Rio Missouri, enquanto os republicanos possuem o domínio da região centro-norte e do sudoeste. 30 condados não são dominados por nenhum partido. O controle do Legislativo do Missouri ou dos representantes do estado no Congresso dos Estados Unidos depende primariamente do controle destes 30 dados condados.

## Demografia
O censo nacional de 2000 estimou a população do Missouri em 5 595 211 habitantes, um crescimento de 9,3% em relação à população do estado em 1990, de 5 117 073 habitantes. Uma estimativa realizada em 2005 estima a população do estado em 5 800 310 habitantes, um crescimento de 13,3% em relação à população do estado em 1990, de 3,6%, em relação à população do estado em 2000, e de 0,7% em relação à população estimada em 2004.
O crescimento populacional natural do Missouri entre 2000 e 2005 foi de 115 403 habitantes - 401 148 nascimentos menos 285 745 óbitos - o crescimento populacional causado pela imigração foi de 42 690 habitantes, enquanto que a migração interestadual resultou no ganho de 26 979 habitantes. Entre 2000 e 2005, a população do Missouri cresceu em 203 627 habitantes, e entre 2004 e 2005, em 40 778 habitantes. Estima-se que cerca de 194 mil pessoas (3,4% da população do estado) tenha nascido fora dos Estados Unidos.
6,6% da população do Missouri possui menos de 5 anos de idade, 25,5% possui menos de 18 anos de idade, e 13,5% possuem 65 anos de idade ou mais. Cerca de 5,1% da população do Missouri possuem outro idioma que não o inglês como língua materna. 81,3% da população do estado possuem um diploma de segundo grau, enquanto que 21,6% possuem um diploma universitário.
O tempo médio que os trabalhadores do Missouri tomam para locomover-se de suas casas para o local de trabalho é de 23,8 minutos. 70,3% da população do estado possuem casa própria. Existem 2 194 594 residências no estado, dos quais cada uma possui uma média de 2,48 habitantes. 11,7% da população do estado (637 891 habitantes) vivem abaixo da linha de pobreza.

### Raças e etnias
Composição racial da população do Missouri:
- 83,8% Brancos
- 11,2% Afro-americanos
- 2,1% Hispânicos
- 1,1% Asiáticos
- 0,4% Nativos americanos
- 1,5% Duas ou mais raças

Os cinco maiores grupos étnicos do Missouri são alemães (que formam 23,5% da população do estado) irlandeses (12,7%), americanos (10,5%), afro-americanos (10,2%) e ingleses (9,5%).
Habitantes de ascendência alemã são o maior grupo étnico na maior parte do Missouri. No sul do Estado, a maioria dos habitantes da região são de ascendência americana ou britânica. O norte do Missouri possui também uma alta proporção de residentes de ascendência americana ou britânica. Afro-americanos compõem um grupo étnico-racial considerável na cidade de Saint Louis e no centro de Kansas City, bem como no sudeste do estado e ao longo do vale do Rio Missouri, áreas onde o uso de mão de obra escrava foi extensivamente utilizada no passado.

### Religião

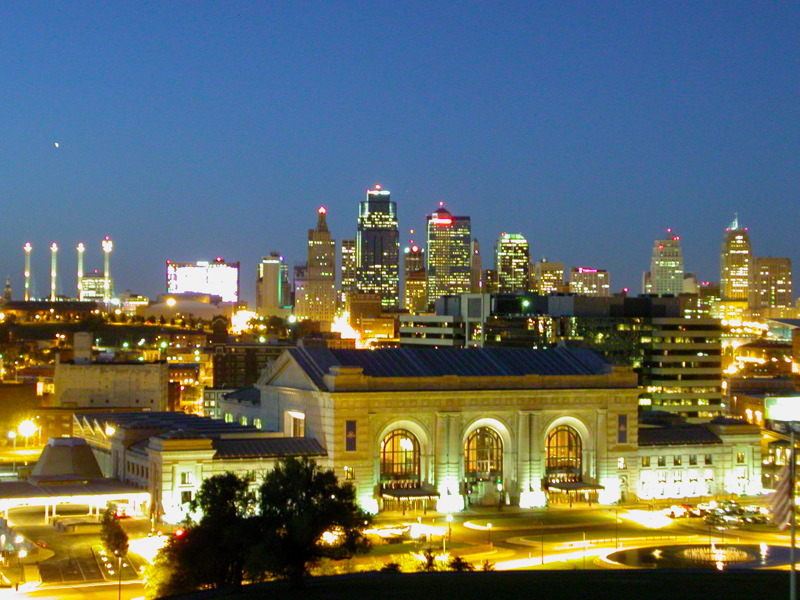
Kansas City.

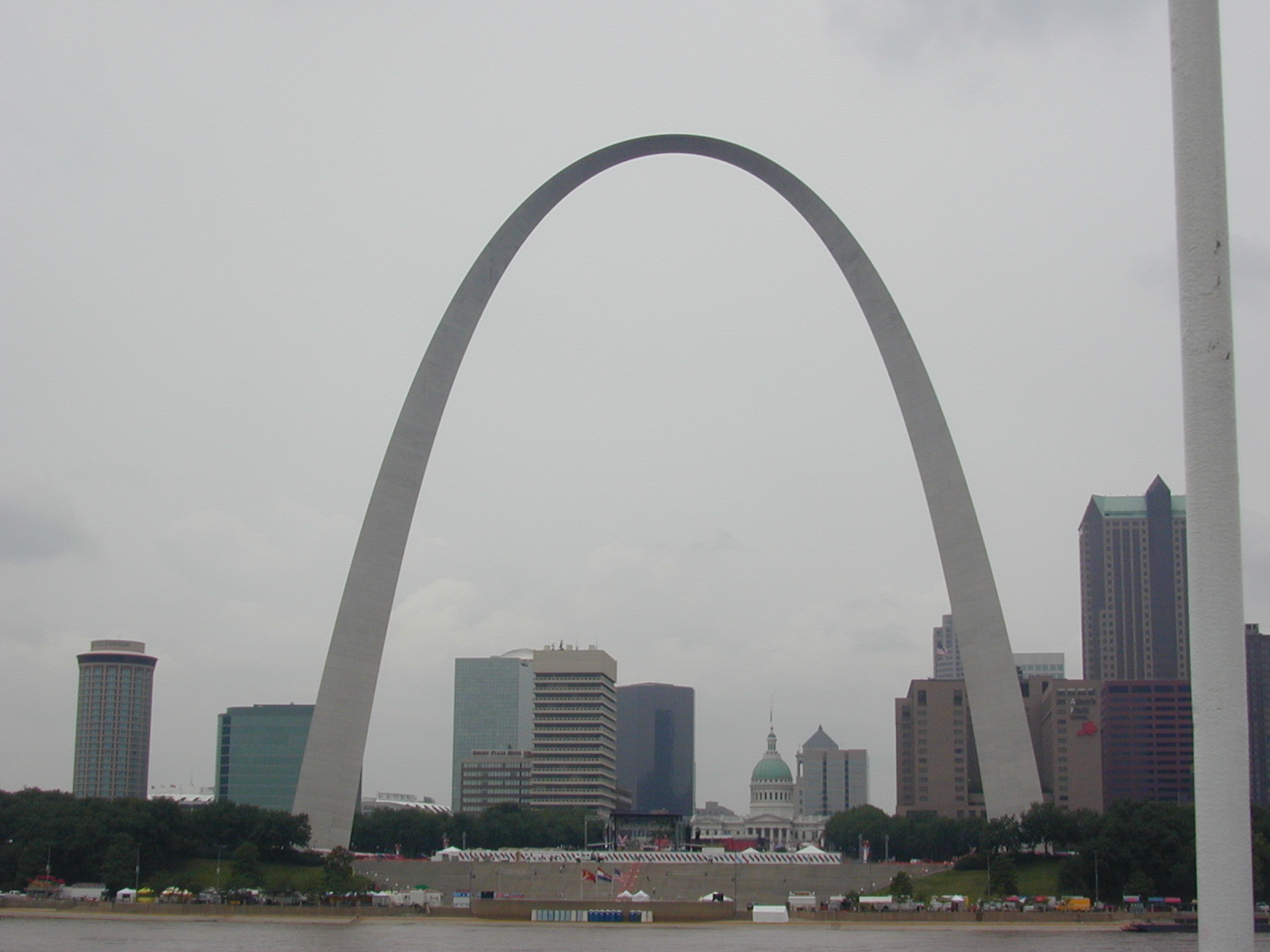
Saint Louis.

Percentagem da população do Missouri por afiliação religiosa:
- Cristianismo – 83%
  - Protestantes – 62%
    - Igreja Batista – 23%
    - Igreja Metodista – 8%
    - Igreja Luterana – 4%
    - Outras afiliações protestantes – 27%

  - Igreja Católica Romana – 20%
  - Outras afiliações cristãs – 1%
- Outras religiões – 1%
- Não-religiosos – 16%

### Principais cidades
- Saint Louis - maior região metropolitana.
- Kansas City — maior cidade.
- Springfield
- Columbia
- Branson
- Cape Girardeau
- Sainte Genevieve - o assentamento americano mais antigo a oeste do Rio Mississípi.
- Saint Joseph
- Hannibal
- Independence
- Saint Charles
- Rolla
- Jefferson City
- Sedalia
- Joplin

## Economia
O produto interno bruto do Missouri, em 2003, foi de 195 bilhões de dólares. A renda per capita do estado, por sua vez, foi de 29 469 dólares, o 27° maior do país. A taxa de desemprego do Missouri é de 5,7%.
O setor primário responde por 1% do PIB do Missouri. A agricultura e a pecuária respondem juntas por total por 1% do PIB do estado, empregando cerca de 160 mil pessoas. O Missouri possui cerca de 110 mil fazendas, que cobrem mais de 70% do estado. Os principais produtos produzidos pela indústria agropecuária do Missouri são carne e leite bovino, trigo, milho, soja, maçãs e uvas. Os efeitos da pesca e a silvicultura são negligíveis na economia do Missouri.
O setor secundário responde por 25% do PIB do Missouri. O valor total dos produtos fabricados no estado é de 45 bilhões de dólares. Os principais produtos industrializados fabricados no estado são equipamentos de transporte, produtos químicos, alimentos industrializados e maquinário. A indústria de manufatura responde por 20% do PIB do estado, empregando aproximadamente 432 mil pessoas. A indústria de construção responde por 4,95% do PIB do estado, e emprega aproximadamente 192 mil pessoas. A mineração responde por 0,05% do PIB do Missouri, empregando cerca de 7 mil pessoas. Os principais recursos naturais minerados no estado são chumbo, ferro, arenito e carvão.
O setor terciário responde por 74% do PIB do Missouri. Serviços comunitários e pessoais são responsáveis por 20% do PIB do estado, que empregam cerca de um milhão de pessoas. O comércio por atacado e varejo responde por 17% do PIB do estado, e emprega aproximadamente 740 mil pessoas. Serviços financeiros e imobiliários respondem por cerca de 15% do PIB do estado, empregando aproximadamente 245 mil pessoas. Serviços governamentais respondem por 11% do PIB do Missouri, empregando aproximadamente 448 mil pessoas. Transportes, telecomunicações e utilidades públicas empregam cerca de 196 mil pessoas, respondendo por 11% do PIB do Missouri. Cerca de 80% da eletricidade gerada no Missouri é produzida em usinas termelétricas a carvão, 10% em usinas hidrelétricas e 10% em usinas nucleares.

## Educação
A primeira escola do Missouri foi fundada em 1775, em Saint Louis. O governo do Missouri aprovou em 1820 a criação de um sistema público estadual de ensino, que entraria em vigor somente em 1839.
Atualmente, todas as instituições educacionais no Missouri precisam seguir regras e padrões ditadas pelo Conselho Estadual de Educação do Missouri. Este conselho controla diretamente o sistema de escolas públicas do estado, que está dividido em diferentes distritos escolares. O conselho é composto por oito membros escolhidos pelo governador para mandatos de até oito anos de duração. Estes oito membros indicam um nono membro, que atuará como comissionador de educação. Cada cidade primária (city), diversas cidades secundárias (towns) e cada condado, é servida por um distrito escolar. Nas cidades, a responsabilidade de administração do sistema escolar público são dos distritos municipais, enquanto que em regiões menos densamente habitadas, esta responsabilidade é dos distritos escolares operando em todo o condado em geral. O Missouri permite a operação de escolas charter - escolas públicas independentes, que não são administradas por distritos escolares, mas que dependem de verbas públicas para operarem. Atendimento escolar é compulsório para todas as crianças e adolescentes com mais de sete anos de idade, até a conclusão do segundo grau ou até os quinze anos de idade.
Em 1999, as escolas públicas do Missouri atenderam cerca de 914,1 mil estudantes, empregando aproximadamente 63,9 mil professores. Escolas privadas atenderam cerca de 122,4 mil estudantes, empregando aproximadamente 9,1 mil professores. O sistema de escolas públicas do estado consumiu cerca de 5,348 bilhões de dólares, e o gasto das escolas públicas foi de aproximadamente 6,4 mil dólares por estudante. Cerca de 88% dos habitantes do estado com mais de 25 anos de idade possuem um diploma de segundo grau.
A primeira biblioteca pública do Missouri foi fundada em 1865, em Saint Louis. Atualmente, o estado possui aproximadamente 400 bibliotecas públicas, 100 bibliotecas universitárias e 100 bibliotecas de acesso público administradas por terceiros. As bibliotecas públicas do Missouri movimentam anualmente cerca de 7,6 livros por habitante. Atualmente, o Missouri possui 119 instituições de educação superior, dos quais 32 são públicas e 87 são privadas. O Sistema de Universidades do Missouri é o sistema de universidades públicas do estado, possuindo 4 campi localizados em Colúmbia, Kansas City, Rolla e Saint Louis. O câmpus em Colúmbia foi a primeira instituição de educação superior do Missouri, tendo sido fundada em 1839.

## Transportes e telecomunicações
O Missouri é um dos principais pólos de transporte dos Estados Unidos. Os principais pólos ferroviário e rodoviário do estado são Saint Louis e Kansas City. O principal pólo aeroportuário e portuário é Saint Louis. Em 2002, Missouri possuía 6 703 quilômetros de ferrovias. Em 2003, o estado possuía 200 601 quilômetros de vias públicas, dos quais 1 901 quilômetros eram rodovias interestaduais, parte do sistema rodoviário federal dos Estados Unidos. O Aeroporto Internacional de Saint Louis é o aeroporto mais movimentado do Missouri, movimentando cerca de 20 milhões de passageiros por ano, sendo um dos centros operacionais da American Airlines. Outros aeroportos movimentados são os aeroportos de Kansas City e de Springfield.
O primeiro jornal do Missouri, o Missouri Gazette, foi publicado pela primeira vez em 1808, em Saint Louis. Atualmente, são publicados no estado cerca de 315 jornais, dos quais 45 são diários. São impressos em Missouri cerca de 50 periódicos. A primeira estação de rádio do Missouri foi fundada em 1921, em Saint Louis. A primeira estação de televisão do estado foi fundada em 1947, também em Saint Louis. Atualmente, o Missouri possui 205 estações de rádio - dos quais 82 são AM e 123 são FM - e 33 estações de televisão.

## Esportes

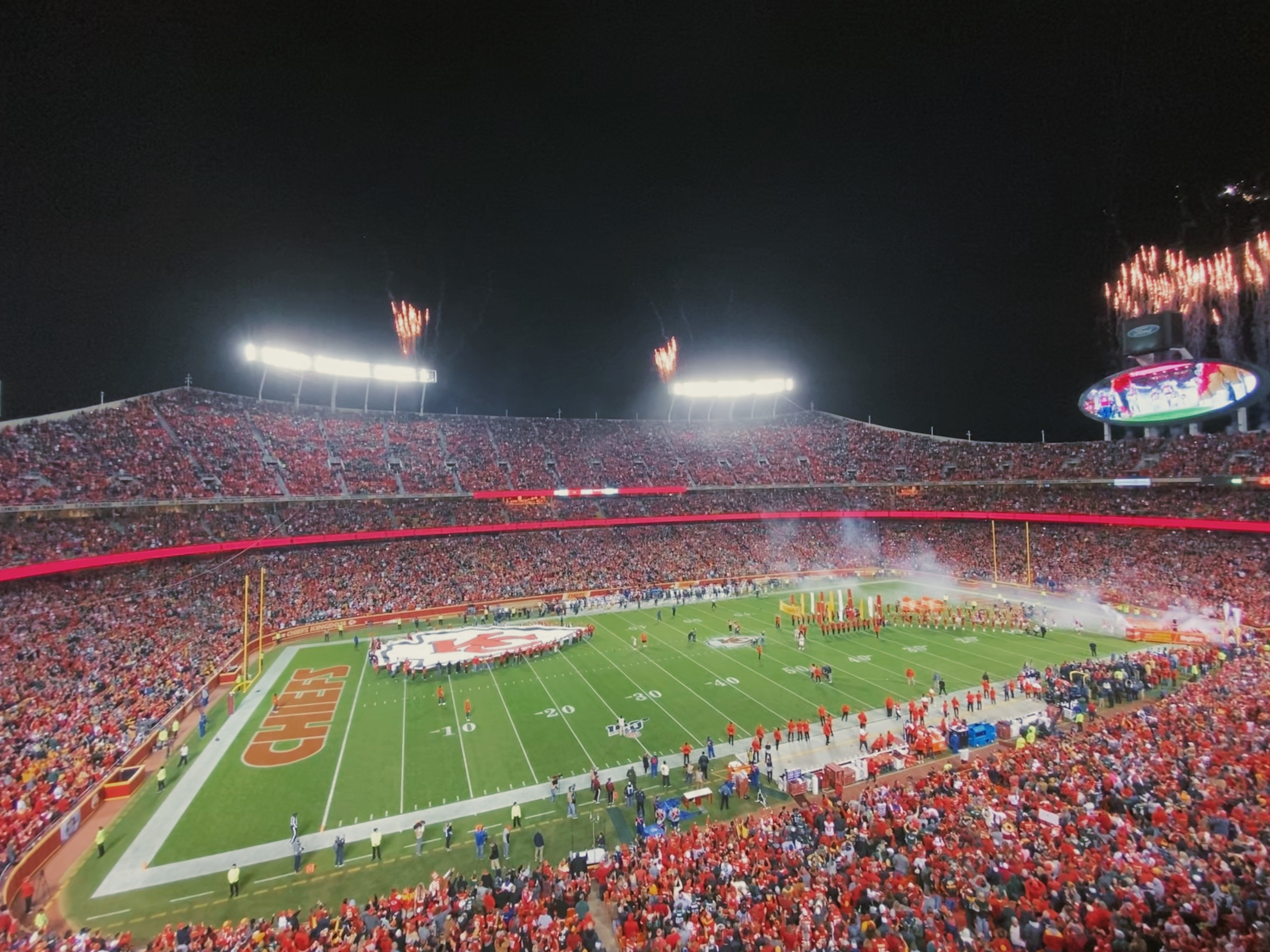
Arrowhead Stadium em Kansas City, casa do Kansas City Chiefs.

O Missouri possui equipes profissionais em três das principais ligas dos Estados Unidos. No futebol americano o Kansas City Chiefs da NFL, no beisebol o St. Louis Cardinals e o Kansas City Royals da MLB e no hóquei no gelo o St. Louis Blues da NHL. No futebol a MLS planeja ter um time no estado.
Os Jogos Olímpicos de Verão de 1904 foram sediados em St. Louis, sendo a primeira edição a ser disputada em solo americano.

## Cultura

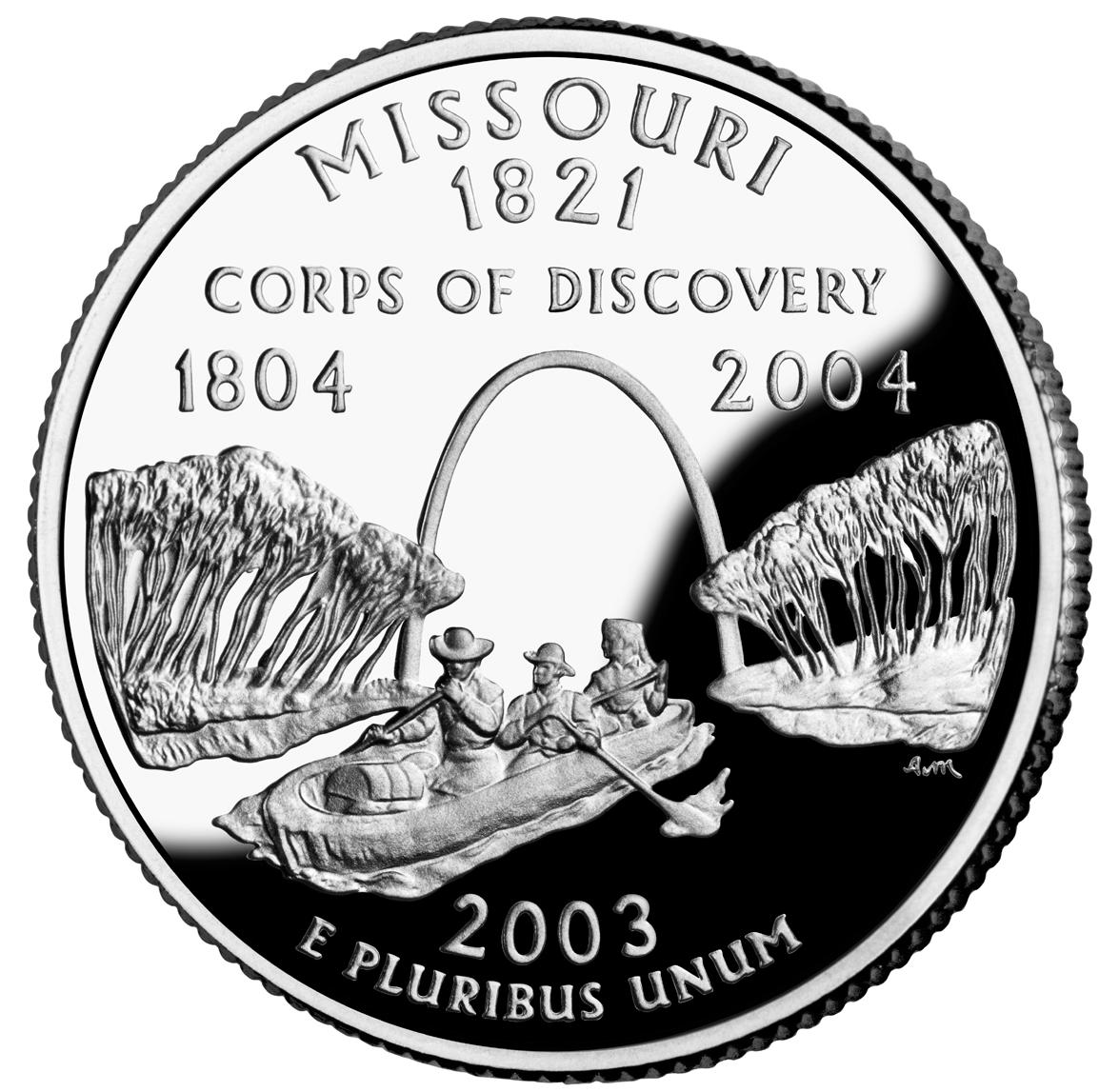
Moeda de 25 centavos de dólar americano do Missouri.

### Símbolos do estado
- Anfíbio: Rana catesbeiana
- Árvore: Cornus florida
- Cognomes:
  - Show Me State
  - Bullion State (não oficial)
  - Cave State (não oficial)
  - Lead State (não oficial)
  - Ozark State (não oficial)
- Dança: Quadrilha
- Flor: Crataegus
- Fóssil: Delocrinus missouriensis
- Fruta: Uva
- Inseto: Abelha
- Lema: Salus populi suprema lex esto (do latim: Deixe a vontade do povo ser a lei suprema)
- Mamífero: Mula
- Mineral: Galena
- Música: Missouri Waltz
- Pássaro: Sialia sialis

### Outras fontes
- «United States Census Bureau» (em inglês)
- «Sítio web oficial do Missouri» (em inglês)
- «United States Department of Education» (em inglês)
- «United States Department of Commerce» (em inglês)
- «National Oceanic and Atmospheric Administration» (em inglês)
- Parrish, William E (1992). Missouri: The Heart of the Nation. [S.l.]: Harlan Davidson. ISBN 0-88295-887-9